# Alexandre Braga, filho
Alexandre Braga, filho (Porto, 18 de Novembro de 1868 ou 10 de Novembro de 1871 – Lisboa, 7 de Abril de 1921), foi um conceituado advogado e político republicano português, ligado ao Partido Republicano.

## Biografia
De uma família da burguesia portuense, filho do advogado e escritor famoso do mesmo nome, e sobrinho de Guilherme Braga, Alexandre Braga, formou-se em Direito, na Faculdade de Direito da Universidade de Coimbra, abrindo, depois, banca de advogado no Porto. Desde estudante que aderiu ao ideário republicano, fundando efémeros jornais dedicados à causa (Portugal, A Crónica) e publicando, com Fausto Guedes Teixeira, folhetos políticos por ocasião do governo Hintze Ribeiro - João Franco (1894).
Casou com Ana de Lancastre Vasconcelos e Sousa Leme Corte-Real (17 de Outubro de 1870 - ?), filha de Manuel Cardoso Rangel de Quadros Corte-Real (10 de Agosto de 1824 - 31 de Março de 1877), Fidalgo da Casa Real, e de sua mulher (13 de Março de 1861) Maria Teresa de Lancastre e Vasconcelos de Sousa Leme, 11.ª Senhora da Casa do Val de Couto (Porto, Santo Ildefonso, 26 de Maio de 1841 - Lisboa, 28 de Julho de 1905) e enteada do 1.º Visconde de Negrelos, de quem teve três filhas e um filho: as gémeas Maria Manuel e Maria Alexandre Corte-Real Braga, nascidas a 28 de Agosto de 1896, Maria Madalena Corte-Real Braga, nascida a 13 de Setembro de 1898, e Alexandre Manuel Corte-Real Braga, nascido a 4 de Dezembro de 1899 e falecido em 1945.
Mas foi como orador que Alexandre Braga veio sobretudo a distinguir-se, tanto no foro como, e especialmente, na política. Ao lado de António José de Almeida e Afonso Costa, mas porventura maior do que eles no brilho e na construção retórica, contribuiu decisivamente para difundir os ideais que servia entre as massas. Muito popular, foi eleito deputado republicano por Lisboa em 1906 e depois, sucessivamente, até à morte. Os anos de 1906-1910 corresponderam ao apogeu dos triunfos oratórios de Alexandre Braga.
A proclamação da República trouxe-lhe a decadência, tanto no discurso como no gozo da popularidade. Pelo Partido Democrático foi, no entanto, ministro do Interior no efémero governo de Azevedo Coutinho (Dezembro de 1914 a Janeiro de 1915) e, com mais continuidade, ministro da Justiça no último governo Afonso Costa, derrubado pelo Sidonismo (Abril a Dezembro de 1917). Mas era, já então, pouco conceituado pela sua vida dissoluta e pela sua incapacidade para a superar.
Exilado em 1917-1919, regressou depois a Portugal, distinguindo-se ainda pela sua interpretação do fenómeno sidonista e denunciação dos males internos do Partido Democrático que o haviam causado. Retirou-se da política em 1920, falecendo pouco depois. Tem uma Rua com o seu nome na cidade de Lisboa.
Pertenceu à Maçonaria, tendo sido iniciado em 1909 na Loja Fax, de Lisboa.
Nunca aceitou condecorações por ser um idealista e um maçon assumido.

## Obras publicadas
- Insultos (1894)
- Discurso de defeza (1898)
- Processo monstruoso (1902)
- O juizo de invenção criminal e o incêndio da Rua da Magdalena : minuta do agravo crime no 741 (1907)
- Incendio da Magdalena : subsidios para a história dos crimes da justiça em Portugal (1910)
- Uma carta do Dr. Alexandre Braga no "Seculo" (1916)